# Listă de conducători de stat din 1324
1320 - 1321 - 1322 - 1323 - 1324 - 1325 - 1326 - 1327 - 1328
Aceasta este o listă a conducătorilor de stat din anul 1324:

## Europa
- Albania: Guglielmo Bliniști (conte, 1318-1328)
- Ahaia: Ioan (principe din dinastia de Anjou, 1322-1333)
- Anglia: Eduard al II-lea (rege din dinastia Plantagenet, 1307-1327)
- Anjou: Carol al III-lea (conte, 1290-1325; ulterior, împărat titular de Constantinopol, 1301-1308)
- Aragon: Iacob al II-lea (rege din dinastia de Barcelona, 1291-1327; anterior, rege al Siciliei, 1285-1295)
- Austria: Frederic al III-lea cel Frumos (duce din dinastia de Habsburg, 1306-1330; ulterior, rege al Germaniei, 1314-1326) și Leopold (duce din dinastia de Habsburg, 1309-1326)
- Bavaria Inferioară: Henric al II-lea (duce din dinastia de Wittelsbach, 1310-1339), Otto al IV-lea (duce din dinastia de Wittelsbach, 1310-1334) și Henric al III-lea (duce din dinastia de Wittelsbach, 1312-1333)
- Bavaria Superioară: Ludovic al IV-lea (duce din dinastia de Wittelsbach, 1294-1347; ulterior, rege al Germaniei, 1314-1347; ulterior, duce în Bavaria Inferioară, 1340-1347)
- Bizanț: Andronic al II-lea (împărat din dinastia Paleologilor, 1282-1328)
- Bosnia: Ștefan al II-lea (ban din dinastia Kotromanic, 1314-1353)
- Brabant: Ioan al III-lea (duce, 1312-1355)
- Brandenburg: Ludovic I cel Bătrân (margraf din dinastia de Wittelsbach, 1323-1361; ulterior, duce de Bavaria, 1347-1361)
- Bretagne: Ioan al III-lea cel Bun (duce, 1312-1341)
- Bulgaria: Mihail Șișman (țar din dinastia Șișmanizilor, 1322-1330)
- Burgundia: Eudes al IV-lea (duce din dinastia Capețiană, 1315-1349)
- Castilia: Alfonso al XI-lea (rege, 1312-1350)
- Cehia: Ioan (rege din dinastia de Luxemburg, 1310-1346; totodată, conte de Luxemburg, 1310-1346)
- Cipru: Henric al II-lea (rege din dinastia de Antiohia-Lusignan, 1285-1324; ulterior, rege, 1286-1291, și rege titular al Ierusalimului, 1291-1324) și Hugues al IV-lea (rege din dinastia de Antiohia-Lusignan, 1324-1359)
- Constantinopol: Catherine a II-la de Valois (împărăteasă titulară, 1308-1346) și Filip I de Anjou-Tarent (împărat titular, 1313-1331; anterior, principe de Ahaia, 1306/1307-1313)
- Danemarca: Christofor al II-lea (rege din dinastia Valdemar, 1320-1326, 1330-1332)
- Epir: Ioan (despot din dinastia Orsini, 1323-1335)
- Ferrara: Obizzio al III-lea, Rinaldo al II-lea, Niccolo I, Azzo al IX-lea și Bertoldo (seniori din casa d'Este, 1317-1335)
- Flandra: Ludovic I de Nevers (conte din dinastia de Dampierre, 1322-1346)
- Franța: Carol al IV-lea (rege din dinastia Capețiană, 1322-1328; totodată, rege al Navarrei, 1322-1328)
- Germania: Frederic al III-lea cel Frumos (rege din dinastia de Habsburg, 1314-1326; totodată, duce de Austria, 1306-1330) și Ludovic al V-lea (rege din dinastia de Wittelsbach, 1314-1347; totodată, duce de Bavaria Superioară, 1294-1347; ulterior, împărat occidental, 1328-1347; ulterior, duce de Bavaria Inferioară, 1340-1347)
- Gruzia: Gheorghe al VI-lea cel Ilustru (rege din dinastia Bagratizilor, 1314-1346)
- Gruzia, statul Imeretia: Constantin (rege din dinastia Bagratizilor, 1293-1327)
- Hainaut: Guillaume I (conte din casa de Avesnes, 1304-1337; totodată, conte de Olanda, 1304-1337)
- Halici-Volânia: Iuri al II-lea Boleslaw Trojdenovici (cneaz, 1324/1325-1340)
- Hoarda de Aur: Ghias ad-Din Muhammad Ozbeg (Uzbek) (han din dinastia Batuizilor, 1313-1342)
- Lituania: Gediminas (mare duce, 1316-1341)
- Lorena Superioară: Ferry al IV-lea Luptătorul (duce din casa Lorena-Alsacia, 1312-1329)
- Luxemburg: Ioan (conte, 1310-1346; totodată, rege al Cehiei, 1310-1346)
- Mantova: Rinaldo Passerino (senior din casa Bonacolsi, 1309-1328; ulterior, senior de Modena, 1312-1318, 1319-1327)
- Marinizii: Abu Said Usman al II-lea ibn Abu Iakub Iusuf (emir din dinastia Marinizilor, 1310-1331)
- Milano: Galeazzo I (senior din familia Visconti, 1322-1327)
- Modena: Rinaldo Passerino Bonacorsi (senior din casa Bonacolsi, 1312-1318, 1319-1327; totodată, senior de Mantova, 1309-1328)
- Montferrat: Teodor I (marchiz din dinastia Paleologilor, 1305-1338)
- Moscova: Iuri al III-lea Davidovici (mare cneaz, 1319-1325; totodată, mare cneaz de Vladimir, 1319-1325)
- Nasrizii: Abu'l-Ualid Ismail I ibn Faradj ibn Muhammad (II) (emir din dinastia Nasrizilor, 1314-1325)
- Navarra: Carol I (rege din dinastia Capețiană, 1322-1328; totodată, rege al Franței, 1322-1328)
- Neapole: Robert cel Înțelept (rege din dinastia de Anjou, 1309-1343)
- Norvegia: Magnus al VII-lea Eriksson (rege din dinastia Folkung, 1319-1355; totodată, rege al Suediei, 1319-1363)
- Olanda: Willem al III-lea (conte din casa de Avesnes, 1304-1337; totodată, conte de Hainaut, 1304-1337)
- Ordinul teutonic: Carol von Trier (mare maestru, 1311-1324) și Werner von Orseln (mare maestru, 1324-1330)
- Polonia: Vladislav I cel Scurt (rege din dinastia Piasti, 1320-1333; anterior, cneaz de Kujawya, 1275-1288; anterior, cneaz în Polonia Mare, 1296-1300, 1314-1320; anterior, cneaz în Polonia Mică, 1306-1333)
- Polonia Mică: Vladislav I cel Scurt (cneaz din dinastia Piasti, 1306-1333; anterior, cneaz de Kujawya, 1275-1288; anterior și ulterior, cneaz în Polonia Mare, 1296-1300, 1314-1320; ulterior, rege al Poloniei, 1320-1333)
- Portugalia: Dinis I (rege din dinastia de Burgundia, 1279-1325)
- Reazan: Ivan I Iaroslavici (mare cneaz, 1308-1327)
- Savoia: Eduard cel Generos (conte, 1323-1329)
- Saxonia: Rudolf I (duce din dinastia Askaniană, 1298-1356)
- Saxonia: Frederic al II-lea (margraf din dinastia de Wettin, 1324-1349)
- Scoția: Robert I Bruce (rege, 1306-1329)
- Serbia: Vladislav (pretendent, 1321-1324) și Ștefan Uroș al III-lea Decanski (rege din dinastia Nemanja, 1321-1331)
- Sicilia: Frederic al II-lea (rege din dinastia de Barcelona, 1295-1337)
- Statul papal (Avignon): Ioan al XXII-lea (1316-1334)
- Suedia: Magnus al II-lea Eriksson (rege din dinastia Folkung, 1319-1363; totodată, rege al Norvegiei, 1319-1355)
- Suzdal: Aleksandru Vasilievici (cneaz, 1309-1332)
- Transilvania: Toma de Szecseny (voievod, 1322-1342)
- Tver: Dmitri Mihailovici (cneaz, 1317-1326; ulterior, mare cneaz de Vladimir, 1325-1326)
- Țara Românească: Basarab I (voievod din dinastia Basarabilor, cca. 1310-1352)
- Ungaria: Carol I Robert (rege din dinastia de Anjou, 1308-1342)
- Veneția: Giovanni Soranzo (doge, 1312-1328)
- Vladimir: Iuri al III-lea Davidovici (mare cneaz, 1319-1325; totodată, mare cneaz de Moscova, 1319-1325)

## Africa
- Benin: Udaghedo (obba, cca. 1299-cca. 1334)
- Califatul abbasid (Egipt): Abu'l-Rabi Sulaiman al-Mustakfi ibn al-Hakim (calif din dinastia Abbasizilor, 1302-1340)
- Ethiopia: 'Amda Seyon I (Gabra Maskal) (împărat, 1314-1344)
- Hafsizii: Abu Iahia Abu Bakr al-Mutauakkil ibn Iahia (III) (calif din dinastia Hafsizilor, 1312-1346)
- Kanem-Bornu: Kure Ghana as-Sagir cel Mic (sultan, cca. 1323-cca. 1325)
- Mali: Kango (sau Mansa) Musa I (rege din dinastia Keyta, cca. 1312-1337)
- Mamelucii: an-Nasir Nasir ad-Din Muhammad ibn Kalaun (sultan din dinastia Bahrizilor, 1293-1294, 1298-1308, 1309-1340)
- Marinizii: Abu Said Usman al II-lea ibn Abu Iakub Iusuf (emir din dinastia Marinizilor, 1310-1331)
- Songhay: Yasi Boi (Assibai) (rege din dinastia Dya, ?-1324)

## Asia

### Orientul Apropiat
- Armenia Mică: Leon al V-lea (sau al IV-lea, rege din dinastia Hetumizilor, 1320-1341)
- Ayyubizii din Hisn Kaifa și Amid: al-Malik al-Adil Mudjir ad-Din Muhammad ibn Abu Bakr (sultan din dinastia Ayyubizilor, ?-?) (?)
- Bizanț: Andronic al II-lea (împărat din dinastia Paleologilor, 1282-1328)
- Bizanț, Imperiul de Trapezunt: Alexios al II-lea (împărat din dinastia Marilor Comneni, 1297-1330)
- Cipru: Henric al II-lea (rege din dinastia de Antiohia-Lusignan, 1285-1324; ulterior, rege, 1286-1291, și rege titular al Ierusalimului, 1291-1324) și Hugues al IV-lea (rege din dinastia de Antiohia-Lusignan, 1324-1359)
- Hulaguizii (Ilhanii): Abu Said (han, 1316-1335)
- Ierusalim: Henric al II-lea de Antiohia-Lusignan (rege, 1286-1291; rege titular, 1291-1324; totodată, rege al Ciprului, 1285-1324)
- Imperiul otoman: Osman I Ghazi (sultan din dinastia Osmană, 1281-1326)
- Mamelucii: an-Nasir Nasir ad-Din Muhammad ibn Kalaun (sultan din dinastia Bahrizilor, 1293-1294, 1298-1308, 1309-1340)

### Orientul Îndepărtat
- Bengal: interregnum (1322-1324)
- Birmania, statul Mon: Saw O (rege, 1310-1324) și Saw Zein (rege, 1324-1331)
- Birmania, statul Pagan: Sawhint (rege din dinastia Constructorilor de Temple, 1298-1325)
- Birmania, statul Șanilor: Athinhkaya (rege, 1289-1324) și Uzana (rege, 1324-1343)
- Cambodgea, Imperiul Kambujadesa (Angkor): Indrajayavarman (Sindravarman) (împărat din dinastia Mahidharapura, 1307/1308-1327)
- Cambodgea, statul Tjampa: Che Anan (vicerege din cea de a douăsprezecea dinastie, 1318-1342)
- China: Taiding Di (Yesun Temur) (împărat din dinastia Yuan, 1323-1328)
- Ciaghataizii: Kebek (han, 1309, cca. 1318-1326)
- Coreea, statul Koryo: Ch'ungsuk Wang (Wang To) (rege din dinastia Wang, 1314-1330, 1332-1339)
- Hoarda de Aur: Ghias ad-Din Muhammad Ozbeg (Uzbek) (han din dinastia Batuizilor, 1313-1342)
- India, statul Delhi: Ghias ad-Din Ghazi Malik Tughluk Șah I (sultan din dinastia Tughlukizilor, 1320-1325)
- India, statul Hoysala: Ballala al III-lea (rege, 1300-1342; anterior, rege în Hoysala de nord, 1291-1342)
- India, statul Hoysala de nord: Ballala al III-lea (rege, 1291-1342; ulterior, rege în Hoysala de sud, 1300-1342)
- Japonia: Go-Daigo (împărat, 1318-1339), Morikuni (principe imperial, 1308-1333) și Takatoki (regent din familia Hojo, 1311-1333)
- Kashmir: Udayanadeva (sultan din dinastia Simhadeva, 1323-1338)
- Statul Madjapahit: Jayanagara Sri Sundara Panya Devadhusvara Vrikamottunga Deva (rege, 1309-1328)
- Mongolii: Yesun Temur hagan (mare han, 1323-1328)
- Nepal, în Bhadgaon: Jayarudramalla (rege din dinastia Malla, 1311-1326)
- Nepal, în Patan: Jayanandamalladeva (rege din dinastia Malla, cca. 1310-1330)
- Sri Lanka: Parakkamabahu al IV-lea (Pandita) (rege din dinastia Silakala, 1302-1326/1332)
- Sri Lanka, statul Jaffna: Varothya Segarajasekaran al III-lea (rege, 1302-1325)
- Thailanda, statul Sukhotai: Locu Thai (rege, 1299-1339)
- Vietnam, statul Dai Viet: Tran Minh-tong (rege din dinastia Tran timpurie, 1314-1329)